# Mobilkom Austria
Mobilkom Austriaとは、オーストリア最大の携帯電話事業者である。1992年から試験運用が開始され、1994年に商業運用が開始された。
Mobilkom Austria Groupは以下の会社の親会社でもある。
- リヒテンシュタインのmobilkom liechtenstein
- スロベニアのSi.Mobil
- クロアチアのVIPnet
- ブルガリアのMobiltel

2005年末のグループでの収益は2,489,200,000ユーロであり、オーストリア単独での収益は1,719,100,000ユーロである。
この企業はTelekom Austriaの傘下である。